# Poulie
Pour l’article ayant un titre homophone, voir Pouly.
 (février 2014).

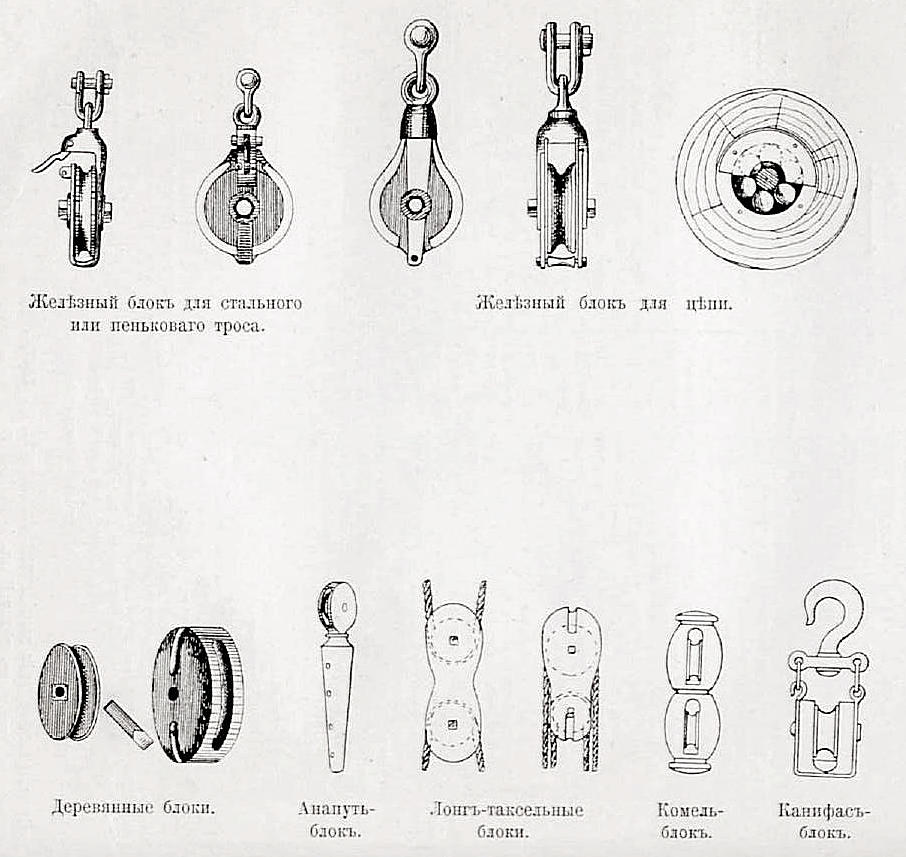
Poulie.

Une poulie est une machine simple, c'est-à-dire un dispositif de mécanique élémentaire. Elle est constituée d'une pièce en forme de roue servant à infléchir un mouvement de translation. La poulie est utilisée avec une courroie, une corde, une chaîne ou un câble ; la forme de la jante est dictée par les cas d'utilisation.
On donne parfois (en nautisme à voile) le nom de poulie à une moufle contenant une poulie à gorge, laquelle prend le nom de réa ; la chape (la partie fixe) composée de deux joues est parfois équipée d'un anneau métallique destiné à frapper un cordage, le ringot. Il existe des poulies simples, ou à réas multiples.

## Invention
La plus ancienne représentation connue d'une poulie se trouve sur un bas-relief assyrien daté de 870 avant notre ère. Le mécanisme est évoqué et décrit par Héron d’Alexandrie au Ier siècle dans son ouvrage Μηχανική / mēchanikḗ (Mechanikè - trois livres sur les moyens de soulever des objets et sur leur centre de gravité).

## Efficacité mécanique
Une poulie (ou un système de poulies) peut avoir différents usages. Une application immédiate consiste à pouvoir déplacer une charge dans une direction différente de celle d'application de la force. Cependant, il est également possible de démultiplier la force de levage en jouant sur le déplacement différentiel des éléments qui composent le système. Le principe, très simple, s'explique par la conservation du travail au sein du système (en l'absence de frottements). Lorsque la charge {\displaystyle F_{0}} est déplacée d'une distance {\displaystyle u_{0}}, le travail fourni pour la déplacer est égal à {\displaystyle F_{0}u_{0}}. Il est nécessairement égal au travail de la force appliquée à l'autre extrémité de la corde. Ainsi, si l'autre extrémité a été déplacée de {\displaystyle u_{1}} (différent de {\displaystyle u_{0}}), la force appliquée {\displaystyle F_{1}} vérifie {\displaystyle F_{0}u_{0}=F_{1}u_{1}} soit :
{\displaystyle F_{1}={\frac {u_{0}}{u_{1}}}F_{0}}.
Le rapport :
{\displaystyle {\frac {u_{1}}{u_{0}}}={\frac {F_{0}}{F_{1}}}}
est appelé rapport de démultiplication. La conception d'un système de poulies vise simplement à augmenter le plus possible ce rapport, en multipliant la longueur de corde nécessaire pour déplacer le point d'application de la charge.
Une autre explication utilise la mécanique statique pour observer que la charge appliquée sur une moufle est distribuée entre les différents brins traversant la moufle (cf. schémas ci-après).
On parle aussi d'avantage mécanique pour désigner le rapport entre les deux forces.

## Utilisation des poulies avec une courroie
Il y a généralement deux poulies et une courroie (et parfois un galet tendeur). Le profil d'une poulie dépend de la courroie utilisée. Avec une courroie courbée, la poulie est une simple roue avec des arrondis sur son profil (pour maintenir la courroie). Avec une courroie plate, la poulie a une ou plusieurs gorges, ce qui réduit le glissement. Et avec une courroie synchrone, qui est dentée, la poulie est elle aussi également dentée. Les poulies pour les courroies synchrones peuvent se présenter sans ou avec un ou deux flasques pour maintenir la courroie.

### Domaine automobile et motocycliste
Les premières motos des années 1910 ont souvent utilisé une courroie de transmission secondaire entre la boîte de vitesses et la roue arrière, portant une poulie de faible diamètre, ou la transmission directe entre le moteur et la roue, avec une immense poulie sur jante. Toutefois, la courroie était sujette à diverses faiblesses : rupture, patinage par projection d'huile ou temps de pluie, perte de puissance par échauffement, limitation de la puissance transmissible par rupture, qui a finalement fait préférer la chaîne à rouleaux (dite chaîne Galle) voire courroie crantée.
Le profil de la courroie était plat, puis trapézoïdal et il exista même une courroie à vagues (dite Watta-Watta) procurant une tension automatique et constante.[réf. nécessaire]
Avec l'apparition de fibres composites et de polymères modernes la transmission par poulie et courroies est revenue en faveur sur les motos actuelles (sur des machines de tourisme calmes ayant un couple moteur important, comme les Harley Davidson, ou sur nombre de scooters modernes) le patinage est éliminé par l'emploi de poulies à gorge et de courroies crantées.
Sur beaucoup de cyclomoteurs, notamment français, la courroie trapézoïdale est restée en faveur pour la transmission primaire entre le moteur et le variateur, une boîte de vitesses automatique.
Un exemple classique d'utilisation de poulie avec courroie est la démultiplication variable des moteurs de cyclomoteurs et de scooters, notamment les célèbres mobylettes de la firme Motobécane le réa de la poulie moteur comporte un flasque fixe et un flaque mobile permettant d'en faire varier le diamètre pratique d'enroulement grâce à un système centrifuge de masselottes et de billes, similaire à un variateur de vitesse mécanique mais où le déplacement du moteur sert à compenser la variation de diamètre de la poulie (systèmes brevetés sous les appellations (mobymatic, dimoby, etc.).
Ce système a été ensuite utilisé par des constructeurs automobiles (DAF, Ford Fiesta) sous l'appellation Variomatic ou CVT (de l'anglais Continually Variable transmission).
Les périphériques d'un moteur de voiture sont souvent entraînés par poulies et courroies : ventilateur de refroidissement, alternateur ou dynamo, pompes (climatisation, à eau, à huile de direction assistée, etc.), leur tension et leur remplacement doivent faire l'objet d'un entretien périodique rigoureux.
L’entraînement des arbres à came par poulies crantées et courroies crantées s'est généralisé à partir des années 1990 dans le domaine motocycliste (Ducati Pantah) et automobile (moteur Ford Pinto), c'est un système silencieux et efficace mais le remplacement régulier de la courroie est obligatoire à intervalles réguliers sous peine de graves dégâts à la culasse et au système de soupapes.
Sur nombre de voitures modernes, les poulies à gorge et les courroies à section trapézoïdale sont remplacées par des poulies à jantes plates (striées dans le sens tangentiel) et des courroies plates (à face intérieure striée). De plus, pour diminuer les à-coups de transmission et les séquences de maintenance, la poulie motrice incorpore un amortisseur de transmission (souvent en blocs de caoutchouc) serti dans le moyeu, tandis que la tension de courroie est confiée à un tendeur automatique. Ces poulies dites « poulie-damper » (de l'anglais damper : amortisseur) sont toutefois beaucoup moins durables que les poulies en acier plein et doivent être contrôlées (et éventuellement remplacées) en cas de claquement anormal.

### Domaine industriel
Les usines de la fin XIXe siècle et du début XXe (première Révolution Industrielle) présentaient un aspect caractéristique, qui survit encore sur les icônes cartographiques et les panneaux signalétiques : ligne de toiture en dents de crocodile, (en langage d'architecte, une toiture à Sheds, du mot anglais shed -remise, hangar -) et immense cheminée en brique à l'extrémité, qui s'explique par le mode d'entraînement des machines-outils.
Cette architecture s'explique par la présence à une extrémité d'une unique machine à vapeur, très lourde, très encombrante, avec sa chaudière à charbon et sa cheminée, dont le volant moteur porte une poulie menante, qui transmet, via de longues courroies plates sa puissance à une cascade d'arbres transversaux portant des poulies, logées en hauteur, au niveau des dents de crocodile de la toiture. De là d'autres poulies et courroies, descendant du plafond, entraînaient les machines outils à chaque poste de travail. Ces dizaines de courroies et de poulies constituaient autant de risques d'accident du travail, en happant vêtements, bras ou main. Indirectement, ces poulies et courroies sont responsables de la mode de la coiffure « à la garçonne » des années 1920 plus adaptée au monde du travail.
Durant la première guerre mondiale, les femmes avaient remplacé les hommes dans les usines d'armement (obusettes, munitionettes) et les cheveux coupés court, ou serrés en un chignon compact étaient une façon d'éviter les accidents avec ces redoutables « pièges à chevelure ».
Le même genre de systèmes d'entraînement (avec les mêmes risques) a existé au début du machinisme agricole pour entraîner une batteuse ou un autre ustensile par la poulie motrice d'une locomobile.

Différents types d'utilisation de poulies
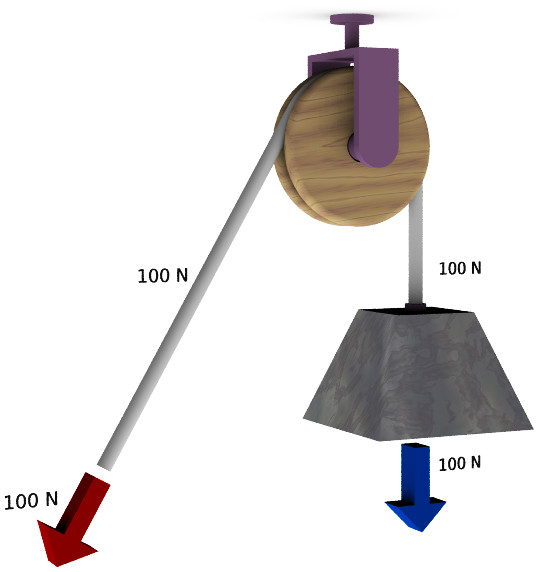
Poulie simple fixe (rapport 1).
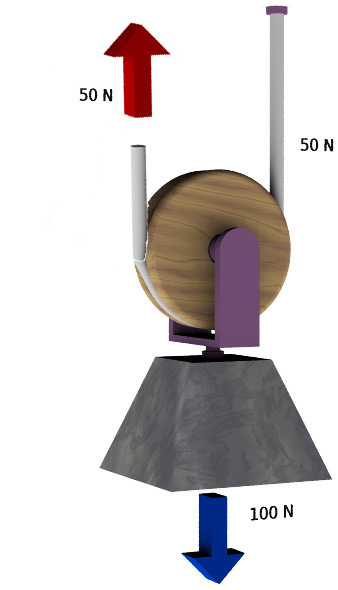
Poulie simple mobile (rapport 2).
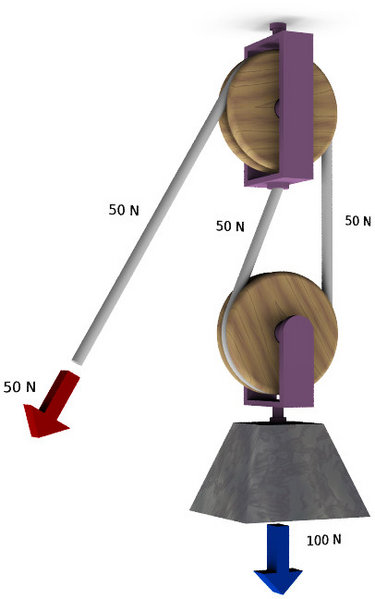
Poulies composées (rapport 2).
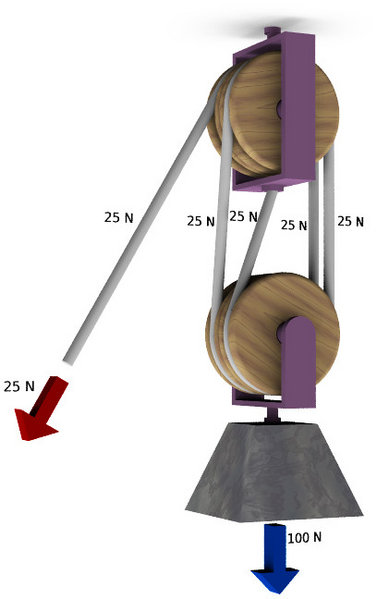
Palan composé de deux moufles (rapport 4).

### Poulies simples

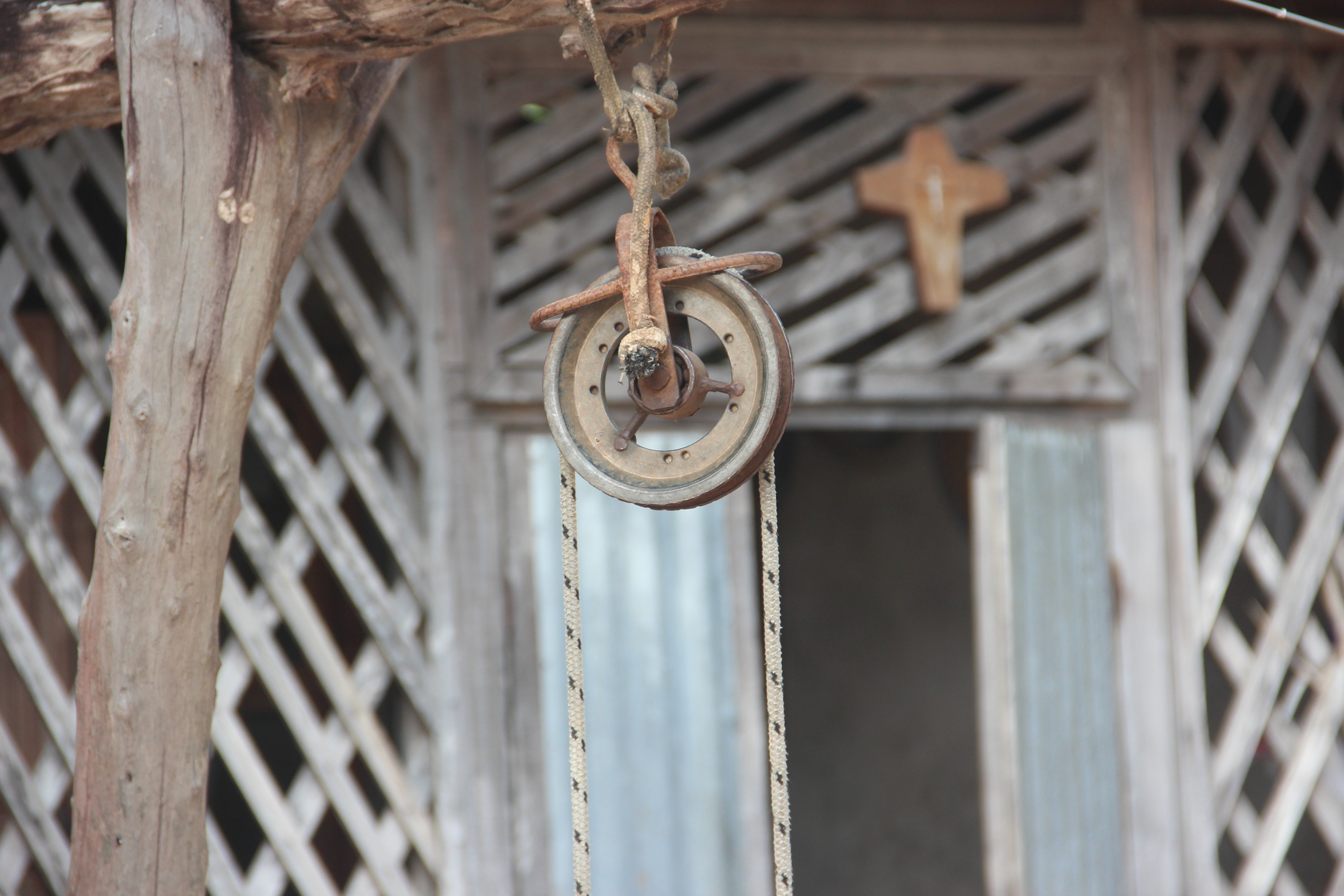
Poulie de puits en Casamance.

Il existe beaucoup de manières d'utiliser les poulies. Quand on emploie une seule poulie pour faire un travail, on dit qu'on a une configuration de poulie simple.
Le déplacement d'une charge est le cas d'utilisation le plus courant d'une poulie : une charge est accrochée à une extrémité d'une corde passant par une poulie fixée à un support, en exerçant une force suffisante à l'autre extrémité, on déplace la charge. Cette configuration est appelée poulie simple fixe.
Une poulie simple fixe n'a l'avantage mécanique que de pouvoir exercer la force dans une direction différente à celle du déplacement, la force qui doit être appliquée est la même que celle qui est requise pour déplacer l'objet sans la poulie.
Le point d'ancrage doit supporter la force nécessaire au déplacement de l'objet plus la force de traction, soit environ deux fois cette force. En cas de levage — point d'ancrage au-dessus de la charge — cette force correspond au poids de l'objet (selon la direction de traction, on appelle cela l'« effet poulie », bien connu des alpinistes).

#### Poulie simple mobile
Une autre façon d'utiliser une poulie est de la fixer à la charge, de fixer une extrémité de la corde au support et de tirer avec l'autre extrémité, pour déplacer à la fois la poulie et la charge. Cette configuration est appelée poulie simple mobile ou poulie inversée.
La poulie simple mobile permet de réduire la force nécessaire au déplacement de moitié (le point d'ancrage supportant l'autre moitié), mais nécessite un déplacement de l'extrémité de corde tirée du double de la distance du déplacement de la charge.
Démonstration physiqueOn va successivement considérer deux systèmes: le premier constitué d'une poulie simple à laquelle est pendue une masse M (dessin no 1)
et le second constitué d'une poulie mobile lestée d'une masse M (dessin no 2).
On considérera que la corde et la poulie ont une masse négligeable et que les mouvements se font sans frottements.
Premier cas : système = {masse M} : Cette masse est soumise à deux forces : son poids {\displaystyle P} et la tension de la corde {\displaystyle T}. Le système est en ascension à vitesse constante, donc l'accélération est nulle. On a alors : en vecteur : {\displaystyle \mathbf {P} =-\mathbf {T} }, et en valeur : {\displaystyle P=T}.
Étant donné l'absence de force non-conservative, on peut écrire que :
{\displaystyle \Sigma W=\Delta K} (où {\displaystyle W} les travaux des forces extérieures et {\displaystyle \Delta K} le gain d'énergie cinétique du sceau pendant son ascension).
⇔ {\displaystyle -w(P)+w(T)=\Delta K} (ici {\displaystyle \Delta K=0} car la vitesse est constante).
⇔ {\displaystyle -P\cdot d'+T\cdot d=\Delta K} (on lève la masse d'une distance {\displaystyle d'} en tirant la corde sur une distance {\displaystyle d}).
⇔ {\displaystyle T\cdot d=\Delta K+P\cdot d'\qquad (1)}
Deuxième cas : système = {masse M} : Cette masse est soumise à trois forces : son poids {\displaystyle P}, la tension de la corde {\displaystyle t} et la résistance {\displaystyle r} du support. Le système est en ascension à vitesse constante, donc l'accélération est nulle. On a alors : en vecteur {\displaystyle \mathbf {P} +\mathbf {t} +\mathbf {r} =0} et en valeur {\displaystyle P=t+r}.
Étant donné l'absence de force non-conservative, on peut écrire que :
{\displaystyle \Sigma W=\Delta K} (où {\displaystyle W} les travaux des forces extérieures et {\displaystyle \Delta K} le gain d'énergie cinétique du sceau pendant son ascension).
⇔ {\displaystyle -w(P)+w(t)+w(r)=\Delta K} (ici {\displaystyle \Delta K=0} car la vitesse est constante).
⇔ {\displaystyle -P\cdot d'+t\cdot D+r\cdot 0=\Delta K} (on lève la masse d'une distance {\displaystyle d'} en tirant la corde sur une distance {\displaystyle D}, le support ne bouge pas, il ne travaille donc pas).
⇔ {\displaystyle t\cdot D=\Delta K+P\cdot d'\qquad (2)}
Donc d'après (1) et (2) :
{\displaystyle t\cdot D=\Delta K+P\cdot d'=T\cdot d}
soit :
{\displaystyle t\cdot D=T\cdot d\qquad (3)}
Or, dans le cas de la poulie mobile la masse est supportée avec la même force par le support d'une part et la personne qui tient la corde d'autre part donc {\displaystyle t=r={\frac {P}{2}}}. Et dans le premier cas, on avait {\displaystyle T=P}
Donc
{\displaystyle t={\frac {T}{2}}}
Alors d'après (3) :
{\displaystyle D=2d}
En bref, dans le cas d'une poulie mobile, la répartition du poids en une tension qui travaille et une réaction d'un support immobile (qui ne travaille pas), permet donc de diviser la tension à appliquer par deux à condition de multiplier également par deux la distance de traction, et ce, afin que le travail total et ainsi l'énergie transférée au système restent les mêmes.

### Poulies composées
Quand on utilise des systèmes de plusieurs poulies qui travaillent ensemble, on dit qu'on a une configuration de poulies composées.
La configuration de poulies la plus commune est le palan : les poulies sont distribuées en deux groupes (ou moufle), l'un fixe, l'autre mobile. Dans chaque groupe on installe un nombre arbitraire de poulies. La charge est unie au groupe mobile.

## Utilisation

### Dans la marine
Dans la marine, les poulies sont utilisées pour des usages multiples mais surtout pour gérer la voilure du navire : hisser les voiles, border les écoutes, régler les parties du gréement telles que hale-hauts, hale-bas, etc. Les poulies peuvent permettre de ramener l'ensemble des manœuvres courantes vers un point central, le cockpit, élément indispensable pour pratiquer la voile en solitaire.
L'usage des poulies est ancien, voire antique. Toutefois, de simples anneaux-cosses en bois dur, comportant une gorge à la périphérie pour bloquer l'épissure en œil d'un cordage ont longtemps servi pour de nombreuses applications où la friction avait moins d'importance, certains fabricants d'accastillage (comme la firme française Wichard) ont récemment[Quand ?] remis cette technique à l'honneur, avec toutefois des anneaux-cosses en titane.
Pour le gréement dormant (cordages fixes ou presque, comme le système de tension des haubans) on a eu longtemps recours à des palans sans poulies ni réas tournants, système des caps de mouton)
Aux XVIIIe et XIXe siècles, les poulies dites havraises (originaires du Hâvre) à cage de bois, de forme ovale, avec un réa en bois dur (le plus solide étant le gaïac) puis en métal ont été d'un emploi universel dans la marine, les Anglais les considéraient supérieures à leurs productions nationales[Quoi ?]. À l'origine ces poulies étaient tenues par une estrope en cordage épissée autour de la cage de la poulie. Par la suite, une armature métallique intérieure, plus solide mais sujette à la corrosion remplaça l'estrope. On les utilise encore sur des yachts classiques dits de belle plaisance, mais elles sont souvent modernisées sous l'habillage en bois traditionnel (montage sur billes, armature interne en acier inox).
Sur les Clippers américains du XIXe siècle certaines poulies de fabrication industrielle permettaient de diminuer la friction : de construction entièrement métallique elles étaient équipées de roulements à rouleaux et de réas de grand diamètre.
Avec l'avènement de la plaisance, des yachts de course, et du laboratoire technique représenté par la coupe de l'America à la fin du XIXe siècle la poulie, pourtant objet simple en apparence, bénéficia de nouveaux matériaux et d'améliorations :
axes munis de roulements à billes ou à rouleaux, usage du bronze, de l'acier inoxydable, des alliages d'aluminium (années 1930 et 40) du Céloron (ou Tufnol) matériau composite à base de tissu et de résine phénolique (années 1950 et 60) puis des plastiques, parfois autolubrifiants comme l'acétal ou le torlon (années 1970 et suivantes).
L'emploi des poulies à billes pour les manœuvres courantes où la réduction des résistances parasites est essentielle s'est généralisé à partir des années 1980 sur les petits voiliers de course, la firme américaine Harken (considérée comme la Rolls-Royce de la poulie, tant pour la qualité de ses produits que pour ses prix élevés) a été une pionnière en la matière, toutefois les poulies à paliers lisses sont toujours employées dans deux cas : utilisation sous forte charge radiale et poulies d'usage courant, plus économiques que les poulies à billes.
Sur un voilier de régate, des poulies de bonne qualité représentent un avantage qui se paie parfois cher, c'est pourquoi certaines séries de dériveurs légers populaires, comme le 420 ou le Vaurien ont longtemps eu une jauge qui restreignait sévèrement le nombre de poulies pour éviter la coûteuse « course à l'armement ».
Le Laser, né en 1971 a quasiment interdit les poulies (5 seulement, de fabrication très rustique) pendant plusieurs décennies, ce n'est qu'avec l'avènement de la voile réduite radiale pour les épreuves de voile féminine olympique à la fin des années 1990 que des systèmes de réglage comportant des palans (dit Kits XD) ont été autorisés, pour permettre aux filles, en principe moins musclées, de reprendre les réglages de hâle-bas, de cunningham ou de tension de bordure par grand vent.
Auparavant, les palans autorisés par la très stricte jauge du Laser utilisaient des cosses métalliques très bon marché au lieu de poulies.
Le choix d'une poulie pour un usage déterminé obéit à des règles précises : diamètre du filin, matériau (textile ou métallique) diamètre minima de courbure, effort maximal en charge, usage en gréement courant ou dormant, etc.
Depuis une dizaine d'années une nouvelle tendance s'est fait jour dans le dessin et l'utilisation des poulies destinées aux voiliers de performance, avec l'apparition de cordages ultralégers faits de fibres synthétiques à la fois plus résistantes et plus légères que les métaux (tels que Dynéema, Vectran, fibres aramides, etc.). Les fixations mécaniques classiques des poulies (manilles, cages métalliques, émerillons) sont remplacées par des estropes en cordages à haut module de résistance (parfois appelées manilles textiles).
Du coup ce n'est plus seulement la cage de la poulie qui est chargée de reprendre les efforts entre la fixation et le réa (muni de billes ou de rouleaux en métal ou en matière synthétique) mais l'axe lui même, un tube d'un diamètre suffisant pour y transfiler une estrope en fibre synthétique à haute résistance. Le diamètre du tube-axe est suffisant pour passer éventuellement une seconde estrope servant de point de fixation (ou ringot). On trouve ce style de poulie chez divers fabricants innovants comme Harken (USA), Ronstan (Australie), Karver (France). Ce nouveau design permet à la fois d'alléger la cage, d'augmenter la charge de rupture et de diminuer la friction en rotation sous charge, trois paramètres normalement contradictoires.

#### Typologie des poulies de marine
Le nombre de réas, leur disposition, la présence d'un point d'accrochage pour le cordage, ou d'un système permettant l'orientation, ont des noms codifiés par l'usage :
1 seul réa et un point de fixation de la poulie : poulie simple.
2, 3, 4 réas de même diamètre côte à côte sur un même axe (mouflées) : poulie double, triple, quadruple (souvent utilisée sur les puissants palans d'écoute des catamarans comme le Hobie cat 16.
2, voire 3 réas de diamètres différents installés dans un même plan : poulie « violon ».
Présence d'un point de fixation pour le cordage : poulie « à ringot », on peut ainsi avoir des poulies « triples à ringot », ou des poulies « violon à ringot ».
Poulies « winch » : poulies équipées d'un système de cliquet, souvent débrayable, permettant de régler en permanence une manœuvre à la main sans tétaniser durant une longue régate : leur usage est quasi exclusivement sur les écoutes de grand-voile, de foc et de spinnaker.
Poulies « coupées » : poulies comportant une fente et un système de fermeture latéral sur une des joues permettant d'insérer un cordage sur le réa sans avoir à l'enfiler par le bout. Par plaisanterie grivoise, les femmes étaient parfois dénommées poulies coupées dans l'argot des marins.
Poulies à émerillon : le point de fixation de la poulie comporte une articulation orientable sur 360° (un émerillon).
Autrefois les poulies étaient fixées en place par des estropes en cordage toronné, qui pouvaient être confectionnées à bord par les matelots, avec du cordage et un simple épissoir, avant que ne se généralise la fixation « mécanique » par des manilles.
Depuis une quinzaine d'années, sur les voiliers de compétition la fixation textile des poulies à l'aide d'estropes tend à revenir en faveur, remettant au goût du jour les techniques du matelotage : en effet les fibres synthétiques modernes.
(Dyneema, aramide, vectran, etc.) permettent une fixation plus solide et surtout plus légère que les manilles métalliques, toutefois le matelotage se fait à l'aide de grosses aiguilles creuses et non plus d'épissoirs.
Dans la marine à voile traditionnelle, certaines dispositions de palans (nombre de brins, présence d'un croc de levage, utilisation, etc.) portaient des noms, parfois pittoresques, mais aujourd'hui devenus obscurs : Caliorne (parfois écrit cayorne), Bredindin, Cartahu, anglaise, palan de dimanche, etc.

### Dans la construction

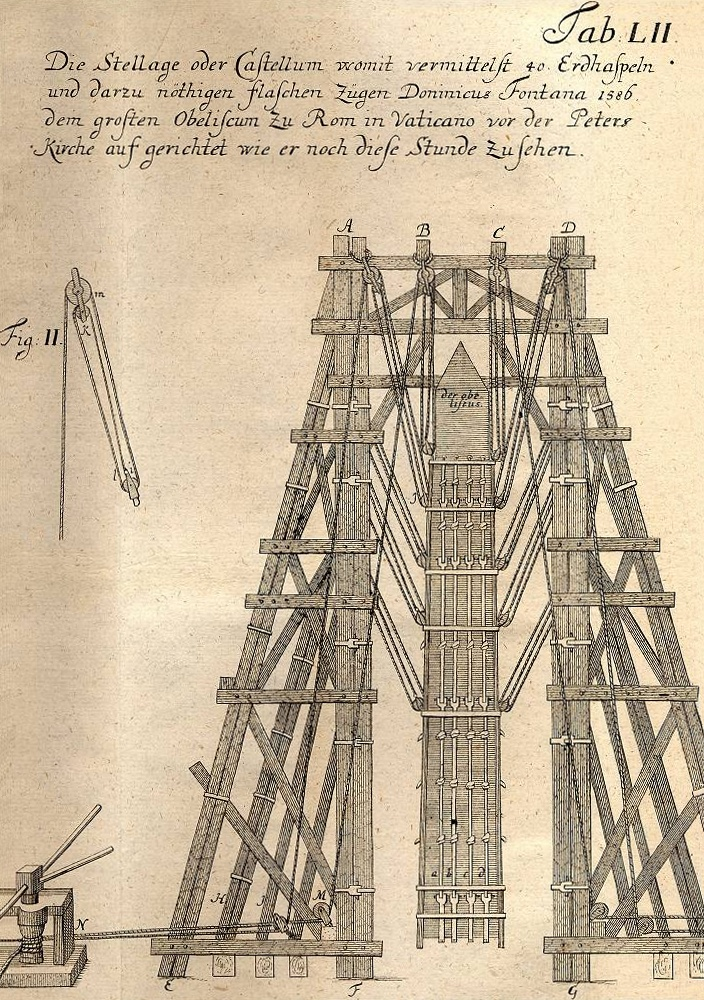
La machine de Domenico Fontana qui permit de redresser l'Obélisque du Vatican le 30 avril 1586.

On a fait longtemps usages de cordes et de poulies dans la construction, dans des machines simples ou complexes. L'usage des cordes dans la construction tend à disparaître au profit des câbles de traction en acier utilisés dans les treuils mécaniques et grues à Tour. Toutefois, il a existé une grande tradition de cordage dont témoigne un vocabulaire riche pour la décrire. Les cordes et poulies sont utilisées dans le bardage des pierre, dans les « machines » et « engins » de levage: (grues, gruaux, chèvres, vindas, etc. (voir aussi corde).

#### Vocabulaire
- Écharpe - Dans les machines, une pièce de bois avancée au dehors, à laquelle est attachée une poulie qui fait l'effet d'une demi-chèvre, pour enlever un médiocre fardeau[M 1].
- Engin - Machine dont on se sert pour élever des fardeaux. Anciennement, il est composé d'une solle avec sa fourchette, d'un poinçon, de quatre moïses, de deux contre-fiches, d'un rocher, d'un treuil avec ses bras, d'une jambette, d'une sellette, de deux liens et d'un fauconneau ayant une poulie à chaque extrémité[M 2].
- Grue - La plus grande machine dont on se serve dans les différents travaux pour enlever de gros fardeaux et les poser en place ; Gruau - Grue plus petite que l'on met en mouvement par un tourniquet au lieu d'une roue[M 3].
- Guindage - L'équipage des poulies, moufles et cordages, avec les halements, qu'on attache à une machine et à un fardeau pour l'enlever[M 3]; Guinder - Tirer, élever quelque fardeau[M 3].
- Moufle - Assemblage de plusieurs poulies mobiles dans une même écharpe, qui, dans les travaux, sert à enlever de très grands fardeaux avec peu de force[M 4].
- Machine - Assemblage de pièces de bois disposées de manière qu'avec le secours de poulies, de moufles et cordages, un petit nombre d'hommes peuvent enlever de gros fardeaux et les poser en place, comme le vindas, l'engin, la grue, le gruau, le treuil, etc., qui se montent et se démontent selon le besoin qu'on en a[M 5].

### En spéléologie
En spéléologie, les poulies sont utilisées lors des opérations de désobstruction lorsqu'il faut sortir des matériaux par des conduits subverticaux (puits et assimilés), ainsi qu'en secours lorsqu'il faut évacuer une victime. Les poulies servent alors dans la mise en place de balanciers, de contrepoids, de palans, etc..